# Яга и книга заклинаний
«Яга и книга заклинаний» —  российский анимационный фильм 2023 года режиссёра Владимира Сакова.
Премьера состоялась в рамках 45-го Московского международного кинофестиваля 22 апреля 2023 года. В широкий российский прокат фильм вышел 27 апреля.

## Сюжет
Рыжеволосая ведьма Ядвига (она же Яга) живёт с хвостатым изобретателем Котофеем и весёлыми домовыми в избушке на болотах Тридевятого царства и занимается магией. Чтобы научиться творить магию по-настоящему, ей не хватает книги заклинаний, украденной у неё много лет назад злой волшебницей Белладонной. Неожиданно судьба даёт Яге шанс поквитаться с заклятым обидчиком, когда на пороге избы появляется царевна Синеглазка. В чём сила настоящей магии и кто же в этой истории настоящий отрицательный персонаж?

## Роли озвучивали
| Актёр                  | Роль                                           |
| ---------------------- | ---------------------------------------------- |
| Юлия Хлынина           | Яга                                            |
| Лидия Чистякова-Ионова | Синеглазка                                     |
| Фёдор Бондарчук        | Леший                                          |
| Диомид Виноградов      | Котофей / Царь / Козёл Бурка / Водяной / Шишки |
| Елена Шульман (†)      | Белладонна                                     |
| Илья Бледный           | Лис                                            |
| Вера Чистякова-Ионова  | Яга в детстве                                  |
| Пётр Каледин           | царь                                           |
| Наталья Шеховцева      | тётка Яги                                      |
| Злата Осипова          | Злата                                          |

## Восприятие
Николай Корнацкий («Ведомости») отметил: «Всё схематично, предсказуемо, но бодро, периодически смешно и практически всегда очень красиво, особенно подводный мир». Критик Metro Виктория Мельниковаю оценила фильм на 4 из 5. По её мнению, «Создатели пытались создать магическую формулу идеального мультфильма и намешали всё, что только можно. И русские традиции, и приёмы западной анимации, и полёты над землёй, и прогулки под водой, и самые невероятные второстепенные герои, отвечающие за юмор, который рассчитан и на детей, и на взрослых».